# Wario
Wario (ワリオ?) es un personaje ficticio de los videojuegos de Nintendo que originalmente fue diseñado como archirrival de Mario. Apareció por primera vez en Super Mario Land 2: 6 Golden Coins (1992), como el principal antagonista y jefe final. Su nombre es una mezcla del nombre de Mario y la palabra japonesa warui (悪 い), que significa "malo". Wario fue diseñado por Hiroji Kiyotake, y fue interpretado por Charles Martinet desde 1993 hasta 2023.
Wario se ha convertido en el protagonista y antihéroe de las series de videojuegos Wario Land y WarioWare, abarcando los mercados de consolas de mesa y portátiles. Además de las apariciones en spin-offs de la franquicia de Mario, aparece en cameos para Kirby Super Star Ultra, Densetsu no Stafy 3 y Pilotwings 64. También ha aparecido en otros medios, como la novela gráfica de Super Mario Adventures. El personaje ha tenido una recepción crítica en gran medida positiva y se ha convertido en una mascota bien establecida para Nintendo.

## Concepto y creación

La «W» que porta sobre su gorra es similar a la que utiliza Mario dentro de los videojuegos.

Una posible inspiración para Wario apareció por primera vez en el videojuego Wrecking Crew de 1985, en el personaje de Foreman Spike, un capataz de construcción. Aunque tiene un ligero parecido con Foreman Spike, Wario no hizo su debut sino hasta 1992. La primera aparición del personaje ocurrió en el videojuego Super Mario Land 2: 6 Golden Coins. Fue diseñado por el artista de videojuegos, Hiroji Kiyotake. El diseño de Wario surgió del desagrado del equipo de diseño de Super Mario Land por hacer un videojuego basado en el personaje de otra persona. La creación de Wario les permitió un personaje propio para "simbolizar su situación".
Wario es retratado como una caricatura de Mario; tiene una gran cabeza y barbilla, enormes brazos musculosos, un cuerpo ancho paticorto y obeso, un bigote anguloso y en zig-zag, y una ancha y rosada nariz. También usa habitualmente (especialmente en las sagas de Wario Land) un conjunto formado por un peto de color morado sobre una camiseta amarilla, una gorra amarilla con un símbolo morado "W" junto con unas babuchas verdes y unos guantes blancos con el mismo símbolo. El nombre "Wario" es una mezcla de "Mario" con el adjetivo japonés warui (悪 い) que significa "malo"; por lo tanto, un "Mario malo" (más simbolizado por la "W" en su sombrero, una "M" invertida). La historia oficial de Nintendo dice que Wario era un rival de la infancia de Mario y Luigi, quien se puso celoso de sus éxitos. El actor de voz, Charles Martinet, quien le da voz a Mario desde 1995, también es la voz de Wario. Durante la audición para el personaje, se le dijo a Martinet que hablara en un tono medio y ronco. Describió el dar voz a Wario como una tarea más flexible que dar voz a Mario, ya que la manera de hablar y la personalidad de Mario son más fluidas, se elevan desde el suelo y flotan en el aire, mientras que una de las piedras angulares de Wario son los celos. Comenzando con Wario Land: Super Mario Land 3, Wario experimenta efectos rejuvenecedores gracias al ajo de manera similar a como Mario se alimenta de hongos. Wario a menudo usa bombas, como se ve en Wario Land: Super Mario Land 3, Wario Blast y Mario Kart: Double Dash!!. La serie WarioWare usa prominentemente bombas como un motivo visual para representar el límite de tiempo.
En los videojuegos en los que Wario aparece como un cameo, a menudo se lo representa como un villano. Sin embargo, el equipo de desarrollo de Wario Land: Shake It! declaró que él no era realmente un villano, y no lo consideraron como tal durante el desarrollo. Se enfocaron en su comportamiento, que alterna entre el bien y el mal. Etsunobu Ebisu, el productor, consideró a Wario como un personaje imprudente, que usa su fuerza para abrumar a los demás. Tadanori Tsukawaki, el director de diseño, describió a Wario como varonil, y dijo que era «tan poco cool que termina siendo extremadamente genial». Debido a esto, quería que Wario actuara como macho en vez de tonto y pidió que los diseñadores de arte enfatizaran su masculinidad. Wario fue elegido como la estrella de la serie WarioWare porque los desarrolladores consideraron que era el mejor personaje de la franquicia porque a menudo actuaba de manera estúpida.

## Apariciones en videojuegos

### SerieWario Land
Wario hizo su primera aparición como villano en el videojuego para Game Boy, Super Mario Land 2: 6 Golden Coins en 1992, en el que capturó el castillo de Mario. También actuó como villano en el videojuego de rompecabezas exclusivo de Japón, Mario & Wario en 1993, en el que deja caer un cubo sobre la cabeza de Mario, la Princesa Peach o Yoshi. Esto fue seguido por el primer videojuego de la serie Wario Land, Wario Land: Super Mario Land 3 en 1994, un videojuego de plataformas que marcó la primera aparición de Wario como protagonista e introdujo a sus primeros villanos, la Capitana Sirope y sus Brown Sugar Pirates. Su siguiente aventura, Virtual Boy Wario Land, se juega de manera similar e incorpora la capacidad de entrar y salir del fondo. Una secuela para el título de Game Boy, Wario Land II, fue lanzada en 1998; presentaba el regreso de la Capitana Sirope como antagonista. Este videojuego también introduce la invulnerabilidad de Wario, lo que le permite ser quemado o aplastado sin sufrir daño. En 2000, Wario Land 3 se lanzó para Game Boy Color como otra secuela; utilizó los mismos mecanismos y conceptos de su predecesor. En 2001, la secuela Wario Land 4 debutó en Game Boy Advance, incorporando la capacidad de Wario de quemarse o aplastarse y reintroduciendo la capacidad de dañarse a partir de ataques estándar. En 2003, Wario World, el primer título en consolas de sobremesa de Wario, fue lanzado para Nintendo GameCube; presentaba gráficos y jugabilidad tridimensionales y no incorporaba ningún elemento principal de los videojuegos de plataformas anteriores. Wario: Master of Disguise fue lanzado para Nintendo DS en 2007. El videojuego introdujo el control de pantalla táctil de Wario e incorporó puzles a la jugabilidad. El lanzamiento más reciente de la serie, Wario Land: Shake It!, se lanzó para Wii en 2008 y reintrodujo a la Capitana Sirope. El videojuego usa un estilo de animación dibujado a mano, y el diseño de Wario requirió más de 2000 cuadros de animación.

### SerieWarioWare
En 2003, se incorporó una nueva serie de videojuegos a la franquicia de Wario, el primero de los cuales fue WarioWare, Inc.: Minigame Mania para Game Boy Advance. La premisa del videojuego es la decisión de Wario de abrir una empresa de desarrollo de videojuegos para ganar dinero, creando pequeños "microjuegos" en lugar de videojuegos completos. La jugabilidad se centró en jugar una colección de microjuegos en rápida sucesión. WarioWare, Inc.: Minigame Mania fue relanzado años después como WarioWare, Inc.: Mega Party Games! para GameCube; presentaba los mismos microjuegos, pero carecía de modo historia y se centraba más en el modo multijugador. En 2004, fueron lanzadas 2 secuelas. El primero fue WarioWare: Twisted! para Game Boy Advance, que usó el sensor de inclinación del cartucho para permitir que los microjuegos se controlen inclinando la consola portátil hacia la izquierda y derecha. El segundo fue el lanzamiento de WarioWare: Touched! para Nintendo DS, que incorpora la pantalla táctil y el micrófono de DS en la jugabilidad. Uno de los videojuegos de lanzamiento de Wii en 2006 fue WarioWare: Smooth Moves, que utilizó las tecnologías de detección de movimiento del Wii Remote en una variedad de formas. Más tarde, Nintendo DS y Nintendo DSi presentaron dos nuevos lanzamientos, WarioWare: Snapped! en 2008, que se podía descargar a través del servicio DSiWare e incorpora la cámara frontal de DSi en su jugabilidad, y el videojuego de Nintendo DS, WarioWare: D.I.Y. en 2009, que permite a los jugadores crear microjuegos. Game & Wario para Wii U fue lanzado el 23 de junio de 2013. Aunque no usa el nombre de WarioWare, incorpora jugabilidad y personajes de esta serie. El videojuego también rinde homenaje a los videojuegos originales de Game & Watch. Su aparición más temprana (2018) de la serie de WarioWare fue en WarioWare Gold para la Nintendo 3DS, mostrando la misma sucesión de microjuegos rápidos como en las demás entregas de WarioWare, con gráficos mucho más apreciables para el público, con actores de voz con los cuales tienen conversación más concisa y bien explicada en diferencia de las demás entregas que suelen decir una o dos frases por personaje.

### Otras apariciones
En Wario's Woods, Wario aparece como el principal antagonista que quiere tomar el control del bosque y es derrotado por Toad. Ese mismo año, Wario también participó en el videojuego Wario Blast: Featuring Bomberman!, un remake de un título de Bomberman para Game Boy que incorpora a Wario como personaje jugable. Wario ha sido un personaje jugable en la serie Mario Kart comenzando con Mario Kart 64, así como ha aparecido en 30 videojuegos deportivos de Mario, incluyendo Mario Tennis, Mario Golf, Mario Baseball, Mario Strikers y la serie de Mario y Sonic. Wario también apareció en todas las entregas de la serie Mario Party, excepto Mario Party Advance. Wario es un personaje jugable en 2 videojuegos de plataformas para Nintendo DS, Super Mario 64 DS en 2004 y Yoshi's Island DS en 2006 como una versión infantil de él mismo, así como en el videojuego de lógica Dr. Mario 64 en 2001. Con su traje tradicional de la serie Wario Land y el atuendo de motociclista de la serie WarioWare, Wario también aparece como un luchador jugable en Super Smash Bros. Brawl, así como en su secuela en 2014, Super Smash Bros. para Nintendo 3DS y Wii U y como personaje secreto en Super Smash Bros. Ultimate. Los cameos de Wario incluyen ayudar al protagonista Stafy en el videojuego Densetsu no Stafy 3 y estar presente en el escenario de Pilotwings 64. Wario aparece en Super Mario Maker como un traje del Champiñón Misterioso, vistiendo su atuendo de ciclista de los videojuegos de WarioWare. Wario también aparece en Dr. Mario World, junto con Baby Wario. La novela gráfica de Super Mario Adventures, que es una colección de cómics originalmente serializada en la revista de videojuegos Nintendo Power, presenta a Wario en dos de las historias. Una de las historias se centra en el pasado de Wario, explicando su rivalidad con Mario. En el cómic, se revela que Wario era el amigo de la infancia de Mario y él era su ídolo. Interesado en muchas cosas que hacía Mario, Wario soportó una gran cantidad de abusos, para ver cómo volverse como Mario, hasta que se desanimó con el proceso y juró vengarse.

## Promoción y recepción
Desde su aparición en Wario Land: Super Mario Land 3, Wario se ha convertido en una mascota bien establecida para Nintendo, y ha tenido una recepción en gran medida positiva. Nintendo Power describió a Wario como un «tipo bastante poco agradable» que «no pueden evitar pero les gusta». También enumeraron su bigote como uno de los mejores en los videojuegos de Nintendo. Computer and Video Games encontraron la ligereza de los videojuegos de Wario como "liberadores" en comparación con las grandes franquicias de Nintendo, como Mario y The Legend of Zelda. También mencionan que, con respecto al personaje, «simpatizan más con el irremediable materialista Wario que con el de los bonitos zapatos marrones, Mario. En el fondo, todos preferiríamos perseguir libras en vez de princesas». El editor de IGN, Travis Fahs, comenta que mientras Wario no es el personaje más agradable, su fuerte confianza eclipsa sus defectos y lo hace entretenido. Posteriormente, el sitio web clasificó a Wario en el lugar 31 de una lista de los "100 mejores villanos de videojuegos". En el libro A Parent's Guide to Nintendo Games: A Comprehensive Look at the Systems and the Games, Craig Wessel describió a Wario como un "giro siniestro" de Mario. En Icons of Horror and the Supernatural: An Encyclopedia of Our Worst Nightmares, Volume 1, S. T. Joshi cita a Waluigi y Wario como ejemplos de alter ego, y lo popular que es contar con tales arquetipos de personajes.